# Мак-Дугалл, Уильям
Уильям Мак-Дугалл (англ. William McDougall; 22 июня 1871 — 28 ноября 1938) — англо-американский психолог, один из основателей социально-психологических исследований, ввёл понятие «социальная психология» (1908). Автор концепции гормической психологии.
Член Лондонского королевского общества (1912), преподаватель Гарвардского университета.

## Биография и научная работа
Учился в колледже Оусона, Манчестер, и Сент-Джон-колледже, Кембридж. Написал большое число влиятельных научных работ, внёс существенный вклад в развитие теории инстинктов и социальной психологии. Был оппонентом бихевиоризма и занимал позицию несколько в стороне от основного течения англо-американской психологической мысли первой половины XX века. Однако его работы были хорошо известными и авторитетными в некоторых научных кругах.
Мак-Дугалл пытался дать научную основу процессов в социальных группах: он объяснял социальную потребность как стадный инстинкт, а групповое общение — как организацию взаимодействующих энергий всех членов данной группы («душа группы»), развивал представление о сверхиндивидуальной национальной душе. Создал собственную классификацию инстинктов и считал, что теоретической основной социальных наук должна быть именно «психология инстинктов», рассматривавшихся как стремления к биологически значимой цели. Это направление он назвал гормической психологией. Эмоции трактовались как аффективный аспект инстинктивного процесса.
Как и его предшественник Уильям Джемс, Мак-Дугалл имел выраженный научный интерес к оккультным феноменам. В 1927 году он при участии Дж. Райна организовал в университете Дьюка первую парапсихологическую лабораторию. Мак-Дугалл считал, что психическая энергия является такой же действенной, как физическая. На этой почве пытался подойти к проблеме личности и объяснить клинический материал, касался феномена «множественной личности», затем пришёл к пониманию личности как системы мыслящих и целеустремлённых монад. Его работы в этой области дали толчок исследованиям личности, прежде всего мотивационных характеристик (Г. Олпорт, Г. А. Мюррей, Р. Б. Кеттелла, Ф. Лерш).
Поддерживал распространённую в науке на рубеже XIX—XX веков концепцию «этнопсихологии» о существовании психологических различий отдельных этнических групп. Заявлял о наличии умственных различий между расами. Он предложил понятие «психологической», или «культурной», дистанции и утверждал, что в тех случаях, когда эта дистанция велика, отношения между вступающими в контакт группами с неизбежностью будут носить катастрофический характер. По его мнению, группы, которые существенно различаются психологически, не способны сосуществовать.